# Estación de São Romão
La Estación Ferroviaria de São Romão, igualmente conocida como Estación de São Romão, es una plataforma ferroviaria de la línea del Miño, que sirve a la Parroquia de São Romão do Coronado, en el ayuntamiento de Trofa, en Portugal.

## Características

### Localización y accesos
Esta plataforma se encuentra en la localidad de São Romão do Coronado, con acceso por la Calle D. Afonso Henriques.

### Descripción física
En 2010, la estación contaba con 4 vías de circulación, con longitudes entre los 439 y 636 metros de longitud; las dos plataformas tienen ambas 220 metros de extensión, y 70 centímetros de altura.